# Ядров, Михаил Георгиевич
Михаил Георгиевич Ядров (24 августа 1947, Барановичи, Барановичская область, БССР — 21 июля 2012, Москва, Россия) — российский государственный деятель, руководитель Управления международно-правового сотрудничества Следственного комитета при прокуратуре Российской Федерации, а затем Следственного комитета Российской Федерации. Государственный советник юстиции 2 класса, генерал-лейтенант юстиции. Член Межведомственной комиссии Российской Федерации по делам Совета Европы. 33 года прослужил в органах безопасности СССР и РФ.

## Биография
Михаил Георгиевич Ядров родился 24 августа 1947 года в городе Барановичи Барановичской области Белорусской ССР в семье служащего. Детство провёл в посёлке Колпна Орловской области, учился в Колпнянской средней школе № 1. По окончании Красноярского политехнического института получил звание лейтенант и проходил службу в рядах Вооружённых Сил СССР в должности командира танкового взвода. В 1974 году лейтенант Ядров М. Г. был призван на службу в КГБ СССР и 33 года служил в органах государственной безопасности СССР и России. Данные о службе Ядрова в КГБ СССР до сих пор засекречены. Известно, что ему не раз приходилось выполнять задания особой важности за границей в «горячих точках» по всему миру. В конце своей службы Ядров очень много сделал для повышения патриотизма среди сотрудников разведки.
7 сентября 2007 года был образован Следственный комитет при прокуратуре Российской Федерации и Михаил Ядров стал руководителем Управления международно-правового сотрудничества нового ведомства. Именно Ядров был инициатором создания в системе СКП этого структурного подразделения и практически в одиночку «поставил его на ноги». К 15 января 2011 года, когда был образован Следственный комитет Российской Федерации,  генерал-лейтенант юстиции Ядров был назначен главой Управление международно-правового сотрудничества нового ведомства, что стало признанием его заслуг в деле налаживания сотрудничества с правоохранительными органами других стран. При непосредственном участии Михаила Георгиевича Следственный комитет России вышел на принципиально новый уровень взаимодействия и сотрудничества с органами правопорядка различных стран, в том числе по поиску лиц, нарушивших законодательство России.
Ядров был в составе расширенной следственной группы, созданной для расследования действий Грузии в ходе войны на её территории совместно с Председателем СКП РФ А. И. Бастрыкиным и Б. М. Салмаксовым.
Генерал-лейтенант юстиции Ядров входил в состав Межведомственной комиссии Российской Федерации по делам Совета Европы.
21 июля 2012 года руководитель Управления международно-правового сотрудничества Следственного Комитета Российской Федерации, генерал-лейтенант юстиции Ядров Михаил Георгиевич скоропостижно скончался в Москве после продолжительной болезни.

## Награды
- Орден «За военные заслуги»
- Орден Почёта
- Орден Дружбы (3 декабря 2011, Россия) — за заслуги в укреплении законности, защите прав и законных интересов граждан и многолетнюю добросовестную работу[4]
- Орден Дружбы (2010, Южная Осетия)[5]
- Медаль «За боевое содружество» (ФСБ)
- Медаль «В память 850-летия Москвы»
- Медаль «За укрепление боевого содружества» (Министерство обороны России)
- Юбилейная медаль «60 лет Вооружённых Сил СССР»
- Юбилейная медаль «70 лет Вооружённых Сил СССР»
- Медаль «За безупречную службу» 3 степени
- Медаль «За безупречную службу» 2 степени
- Медаль «За безупречную службу» 1 степени
- Медаль «За верность служебному долгу» (СКП РФ)
- Медаль «За заслуги» (СКП РФ)
- Медаль «За отличие» (СКП России)
- Медаль «Ветеран следственных органов» (СКП РФ)
- Медаль «Доблесть и отвага» (СКП РФ)
- Знак отличия «За участие в противодействии агрессии в Южной Осетии»
- Нагрудный знак «Почётный сотрудник Следственного комитета Российской Федерации»

## Интересные факты
- По рассказам самого Михаила Ядрова, воинская часть, в которой он служил будучи лейтенантом танковых войск, дислоцировалась неподалёку от одного из селений в Таджикской ССР. На въезде в это селение перевернулся бензовоз, создав угрозу разрушений и гибели жителей села. Лейтенант Ядров вместе со своим подчинённым солдатом-срочником в кратчайшие сроки с помощью танка отбуксировали горящий бензовоз от села. Во время буксировки бензовоз взорвался и Ядров вместе с солдатом получили лёгкую контузию. За мужество и смекалку командование поощрило лейтенанта Ядрова и солдата-срочника наручными часами с изображением Государственного герба СССР и краткосрочным отпуском домой. Эти часы до сих пор хранятся в семье М. Г. Ядрова[источник не указан 608 дней].
- 9 июня 2012 года Колпнянский районный Совет народных депутатов присвоил Ядрову звание «Почётный гражданин Колпнянского района Орловской области»[6].
- 3 сентября 2012 года на базе Гимназии № 24 города Ставрополя состоялось открытие первого на Северном Кавказе кадетского класса под патронатом Следственного комитета РФ, получившего права называться имени генерал-лейтенанта юстиции Ядрова.[7] 28 мая 2014 года гимназия № 24 города Ставрополя получила имя генерал-лейтенанта юстиции М. Г. Ядрова.[8]

## Мнения
Генерал-майор юстиции Виктор Долженко, руководитель Управления кадров Следственного комитета России, во время встречи с кадетами кадетского класса им. М. Г. Ядрова, сказал о нём:

«…Михаил Георгиевич, был настоящий русский офицер, генерал! Он немало сделал для страны и я, горжусь тем, что мне довелось работать и быть в товарищеских отношениях с ним. Я очень хочу, чтобы вы брали пример с этого человека и стали офицерами и генералами, настоящими Защитниками своего Отечества!…»

## Память
В Ставрополе генералу поставлен памятник.
Национальная ассоциация организаций ветеранов следственных органов «Союз ветеранов следствия» в 2016 году опубликовала в электронной библиотеке Союза книгу «Есть на кого равняться. (О Михаиле Георгиевиче Ядрове)».